# Quim Machado
Joaquim „Quim” Machado Gonçalves (ur. 10 października 1966 w Santo Tirso) – portugalski trener piłkarski oraz piłkarz występujący na pozycji obrońcy.